# Bernathonomus aureopuncta
Bernathonomus aureopuncta är en fjärilsart som beskrevs av Rothschild 1916. Bernathonomus aureopuncta ingår i släktet Bernathonomus och familjen björnspinnare. Inga underarter finns listade i Catalogue of Life.